# Le Soupçon (film, 1910)
Pour les articles homonymes, voir Le Soupçon.
Pour plus de détails, voir Fiche technique et Distribution.
Le Soupçon est un film français réalisé par Léonce Perret, sorti en 1910.

## Fiche technique
- Titre : Le Soupçon
- Réalisation : Léonce Perret
- Scénario :
- Photographie :
- Montage :
- Producteur :
- Société de production : Société des Établissements L. Gaumont
- Société de distribution : Comptoir Ciné-Location
- Pays d'origine :  France
- Langue : film muet avec les intertitres en français
- Format : Noir et blanc — 35 mm — 1,33:1 — Muet
- Genre :
- Métrage : 304 mètres
- Durée : 10 minutes
- Dates de sortie :
  -  France : 19 novembre 1910